# Randy Taguchi
Randy Taguchi (jap. 田口 ランディ, Taguchi Randi; * 3. Oktober 1959 in Tokio, Präfektur Tokio, Japan) ist eine japanische Schriftstellerin. In Japan ist sie vor allem für ihre wöchentlichen Essays bekannt und wird oft als „Queen of the Internet“ betitelt. Zu ihren bekanntesten Werken zählen u. a. Fujisan, Riku to shiro no ōkoku (engl. Riku and the Kingdom of White) und ihr Debütroman Consent (engl. Outlet).

## Leben und Wirken
Randy Taguchi wuchs in Ibaraki unter schwierigen familiären Bedingungen auf. Ihr Vater war Alkoholiker und gegenüber ihrer Mutter und ihren acht Jahre älteren Bruder gewalttätig. Die dysfunktionalen Familienangelegenheiten machten ihren Bruder graduell depressiv, bis hin zum Suizid. Taguchi selbst zog nach ihren sekundären Schulabschluss nach Tokio und arbeitete dort von 1985 bis 1994 als Mitgründerin und Editorin einer Werbefirma. Im Jahre 1996 begann sie als freischaffende Internetkolumnistin diverse E-Literatur zu publizieren, die bis zu 78.000 Aufrufe pro Woche generierten. Im Jahr 2000 veröffentlichte sie ihren ersten, semi-autobiografischen Roman, Consent (jap. コンセント). Der Bestsellerroman wurde für den renommierten Naoki-Preis nominiert und verkaufte sich mehr als 800.000-mal. Zu ihren Einflüssen zählt sie unter anderem Ray Bradbury, Haruki Murakami, Gabriel Garcia Marquez und Hermann Hesse.

## Werke
Insgesamt schrieb Taguchi 14 Novellen, Tagebücher, Reiseberichte und zahlreiche Kurzgeschichten wie etwa Atomic-Bombed Maria (2006) und Snake, Moon, and Frog (2011) und bis dato 21 Aufsätze, wie unter anderem Yakushima: An Island of Raindrops and Dawn (1997), If Possible, I’d Like to Live without Getting Angry (2000, Gewinner des Chūōkōron Literary Award) und Hope in a Hopeless Age (2006). Einige ihrer Bücher wurden aus dem Japanischen in vier weitere Sprachen übersetzt: Englisch, Italienisch, Chinesisch und Rumänisch.

### Fiktion
- 2016: Sakasa ni tsurusareta otoko (逆さに吊るされた男)
- 2015: Riku to shiro no ōkoku (リクと白の王国)
- 2014: Zazen gāru (坐禅ガール)
- 2013: Zōn nite (ゾーンにて)
- 2012: Sankāra kono yo no dampen o taguri yosete (サンカーラ この世の断片をたぐり寄せて)
- 2011: Watashi no aishita otoko ni tsuite (私の愛した男について)
- 2011/2013: Marginal (マアジナル, Maajinaru)
- 2011: Hebi to tsuki to kaeru (蛇と月と蛙)
- 2009: Haeotoko (蝿男)
- 2008/2010: Cure (キュア, Kyua)
- 2007: Souls (ソウルズ, Souruzu)
- 2006: Hibaku no Maria (被爆のマリア)
- 2005/2007: Dream Time (ドリームタイム, Dorīmu taimu)
- 2004/2006: Fujisan (富士山)
- 2003: Kodama (木霊)
- 2002 7days in Bali / Octave (オクターヴ, Okutāvu)
- 2001: Engiri jinja (縁切り神社}) Gentosha Bunko. 2001 Mosaic (モザイク, Mozaiku)
- 2001: Sono yoru, boku wa kiseki o inotta (その夜、ぼくは奇跡を 祈った)
- 2001: Sakuban oaishimashō (昨晩お会いしましょう)
- 2001: Tensei (転生)
- 2000: Antenna (アンテナ, Antena)
- 2000/2001: Consent (コンセント, Konsento)
- 2000: Midnight Call (ミッドナイト・コール, Middonaito kōru)
- 2000: Baka na otoko hodo itooshii (馬鹿な男ほど愛おしい)

### Non-Fiktion
- 2011: Hiroshima, Nagasaki, Fukushima genshiryoku o ukeireta Nihon (ヒロシマ、ナガサキ、フクシマ 原 子力を受け入れた日本)
- 2011: Arukanashika hito wa naze mienai mono o mirunoka (アルカナシカ 人はなぜ見えないものを見るのか)
- 2008: Papillion (パピヨン, Papiyon)
- 2006: Yorube naki jidai no kibō hito wa shinunoni naze ikirunoka (寄る辺なき時代の希望 人は死ぬのに なぜ生きるのか)

### Essays
- 2016: Ima shiawase ni natchae! (いま幸せになっちゃえ!)
- 2015: Inochi no ēru: Hatsume okaasan kara musume tachi e (いのちのエール 初女おかあさんから娘たちへ)
- 2015: „Arigatō“ ga endoresu (「ありがとう」がエンドレス)
- 2014: Bukkyō no kosumorojī o sagashite fukakushite atarashii bukkyō no ima Taguchi Randi taiwashū (仏教のコスモロジーを探して 深くて新しい仏教のいま 田口ランディ対話集)
- 2009: Ikinaosu ni mottekoi no hi (生きなおすにもってこいの日)
- 2009: Chūgaeri no renshū (宙返りの練習)
- 2009: Kurenzu no mahō hahatachi ga musume ni tsutaetekita hiden no kōfukusho (クレンズの魔法―母たちが娘に伝えてきた秘伝の幸福書)
- 2005: Sekai ni dakareru tame ni (世界に抱かれるために.)
- 2005: Tori wa mizukara no chikara dakede wa tobenai (鳥はみずからの力だけでは飛べない)
- 2004/2008: Hotsure to musubore (ほつれとむすぼれ)
- 2003/2006: Seichi junrei (聖地巡礼)
- 2003/2013: Tabibito no kokoroe (旅人の心得)
- 2002: Itsuka mori de au hi made (いつか森で会う日まで)
- 2002: Kamisama wa imasuka? Taguchi Randi no jinsei sōdan (神様はいますか? 田口ランディの人生相談)
- 2002/2004: Hāmonī no shiawase (ハーモニーの幸せ)
- 2002: Kunekune nikki (くねくね日記)
- 2001: Guruguru nikki (ぐるぐる日記)
- 2001/2006: Ne o motsu koto, tsubasa o motsu koto (根をもつこと、翼 をもつこと)
- 2001: Taguchi Randi no tsukurikata (田口ランデ ィのつくりかた)
- 2000/2004: Dekireba mukatsukazuni ikitai (できれ ばムカつかずに生きたい)
- 1999/2001: Sukāto no naka no himitsu no seikatsu (スカートの中の秘密の生活) Y
- 1999/2002: Mō shōhisura kairaku janai kanojo e (もう消費すら快楽じゃない彼女へ)
- 1997/2001: Iyashi no mori hikari no ame furu shima Yakushima (癒しの森 ひかりのあめふるしま屋久島)
- 1996/2001: Wasurenaiyo! Betonamu (忘れないよ!ヴェトナム)

### Kinderbücher
- 2001: Kibō no kyanpu fukushima kizzu kaki rinkan gakkō (希望のキャンプ ふくしまキッズ夏季林間学校)
- 2005/2012: Hikari no Merry-go-round (ひかりのメリーゴーラウンド, ~ merīgōraundo) Rironsha

## Verfilmungen
- 2001 Sora no Ana, auch unter dem Titel Hole in the Sky veröffentlicht, Regie: Kazuyoshi Kumakiri
- 2002 Konsento, Regie: Shun Nakahara
- 2004 Antena, Regie: Kazuyoshi Kumakiri